# Un filo di voce
Un filo di voce è un romanzo di Rodolfo Doni, scritto tra il 1991 e il 1992 e pubblicato nel 1993. Il libro ha vinto il Premio letterario Basilicata nello stesso anno.

## Trama
Anna ha ventidue anni e da molti mesi è costretta a letto da febbre altissima e una paralisi alle gambe. Le analisi non hanno permesso di formulare una diagnosi precisa e i medici sono convinti che si tratti di una malattia di origine isterico-nervosa. Una notte, Anna sente una voce che le parla e le chiede di restaurare la cappella della loro casa di campagna, a Caldine. La ragazza non sa come fare, ma al mattino si accorge di non avere più la febbre e di riuscire a muovere le gambe. Tutto sembra un miracolo e conferma il dottor Farneti, medico di famiglia, nell'opinione che Anna soffra di isteria.
Mentre Anna si ristabilisce, si verifica la possibilità di restaurare la cappella: lo zio paterno le ha lasciato in eredità la sua quota della casa di campagna (l'altra metà è già del padre). Quest'ultimo è felicissimo del dono fatto ad Anna e invita la moglie Ernesta a dare inizio alle ristrutturazioni. Al momento opportuno, tutta la famiglia, con alcuni amici e il parroco don Michele, si reca alla benedizione della casa e della cappella, in cui non ci sono ancora gli arredi. Anna, che ha atteso in compagnia dei fittavoli, entrata in cappella crede di vedere un Crocefisso con un Cristo nero sopra l'altare. Cade in ginocchio e le si avvicina la signora Federica Fontana, la quale, unica tra tutti i presenti, sente provenire dalla giovane un forte profumo di viole e gigli.
Ben presto nasce un legame molto intenso tra Anna e Federica, che ha sofferto per la morte di un fratello e vorrebbe entrare in contatto con lui nell'aldilà. Anna si spaventa e conferisce più volte con don Michele, al quale ha confidato che una voce le parla. Quanto alla storia del Crocefisso visto nella cappella totalmente vuota, ancora una volta lo si attribuisce all'isteria e agli scherzi di una mente ipersensibile. Non che Anna parli delle sue esperienze con qualcun altro, specialmente con la madre che è sempre critica e sospettosa. Intanto però la voce comunica ad Anna previsioni piuttosto ovvie (l'avvicinarsi della guerra) e le chiede di dedicare il suo soffrire al bene di tutti. Poi non si fa più sentire, gettandola nella disperazione.
Sempre molto riservata, Anna è convinta di avere una missione nel mondo e rifiuta una proposta di matrimonio, sia pure con rammarico. Sostiene di non essere sana abbastanza: infatti le febbri sono riprese e una piaga che ha sotto un seno, di notte sanguina. Frattanto scoppia la seconda guerra mondiale e partono per il fronte greco sia Faliero Corradini, sia il suo amico e superiore, il colonnello Fabrizio Fontana. Mario, figlio dei Fontana, già maturo e sposato, combatte nella Marina, al largo della Sicilia. Quando Mario muore, in un'azione bellica, la madre Federica si mette a frequentare gruppi che, con il pretesto della preghiera, diffondono messaggi dettati a medium, considerati disfattisti dal regime. Anna viene coinvolta, ma il suo pensiero è di formare un vero gruppo di preghiera alla cappella e Federica si adopera per ottenere il permesso dalle autorità fasciste.
Il permesso arriva grazie alla fiducia che un gerarca accorda alla contessa Fontana. Alla prima riunione, nella cappella dove è stato conferito anche il privilegio di conservare l'Ostia, Anna ha uno svenimento dopo essersi comunicata. Riesce a parlare con il vescovo, presente alla cerimonia di inaugurazione della cappella e gli palesa la richiesta della voce di promuovere un sinodo, poi deve essere trasportata a casa in condizioni disperate. Ormai la diagnosi si è rivelata: la ragazza soffre di tubercolosi miliare, non si può nemmeno pensare a un trasferimento in sanatorio. Nelle lunghe notti piene di sofferenza, Ernesta si prodiga per la figlia e ciò riduce, ma non cancella del tutto il reciproco disagio.
Ormai il destino di Anna è segnato. Date le sue condizioni, il babbo Faliero arriva in permesso per rivederla. Vedendo con quanta dedizione la figlia è assistita da Ernesta, che non nasconde più la pena, pur mostrandosi forte e sicura, l'uomo si apparta con don Michele e gli confida che Anna non è figlia di sua madre, ma solo sua, frutto di un'infedeltà che mai più si è ripetuta. Egli avrebbe voluto parlare ad Anna ed ha tentato molte volte di scriverle, ma ora è troppo tardi e lui non può più riparare verso Ernesta, che si è assunta un compito difficile, senza nuocere alla figlia, giunta allo stremo. E infatti Anna lascia proprio allora i suoi cari. Resterà il gruppo di preghiera coordinato da Federica ed Ernesta.

## Personaggi principali
- Anna Corradini detta Annina, unica figlia di Ernesta e Faliero Corradini, ha ventidue anni ed è gravemente malata; ha un alto livello di istruzione, avendo frequentato il liceo e in parte l'università
- Ernesta, madre di Anna, ex maestra; tra le due corre un conflitto non voluto e represso, ma che fa soffrire entrambe
- Faliero, maresciallo dell'esercito, padre di Anna e marito di Ernesta; adora la figlia ed è molto paziente con la moglie, talora bisbetica
- Don Michele, giovane prete, direttore spirituale di Anna e responsabile della parrocchia delle Cure
- Tarducci, vescovo di Fiesole
- Federica, contessa, moglie del colonnello Fabrizio Fontana e madre di Mario; dal primo momento sostiene Anna e il loro rapporto si fa sempre più stretto, dopo che Federica perde in guerra il figlio
- Fabrizio Fontana, marito di Federica, amico ed estimatore di Faliero Corradini
- Dottor Farneti, ha seguito Anna nel corso della sua lunga malattia e ha spesso l'ingrato compito di smorzare speranze ed aspettative, sia sulla salute fisica, sia sui tratti particolari della spiritualità della giovane, definiti isterismo

## Edizioni
- Rodolfo Doni, Un filo di voce: romanzo, A. Mondadori, Milano 1993